# Xyphosia orientalis
Xyphosia orientalis är en tvåvingeart som beskrevs av Erich Martin Hering 1936. Xyphosia orientalis ingår i släktet Xyphosia och familjen borrflugor. Inga underarter finns listade i Catalogue of Life.